# Ронко-аль-Адидже
Ро́нко-аль-А́дидже (итал. Ronco all'Adige) — коммуна в Италии, располагается в провинции Верона области Венеция.
Население составляет 6051 человек (2008 г.), плотность населения составляет 142 чел./км². Занимает площадь 43 км². 
Почтовый индекс — 37055. Телефонный код — 045.
В коммуне 8 сентября особо празднуется Рождество Пресвятой Богородицы.

## Демография
Динамика населения:

## Администрация коммуны
- Официальный сайт: